# Голосовая терапия для трансгендерных людей
Голосовая терапия или голосовой тренинг — это различные нехирургические методы, которые используются для изменения или улучшения звучания человеческого голоса. Поскольку голос воспринимается в обществе как один из признаков пола и гендера человека, многие трансгендерные люди используют голосовой тренинг в процессе гендерного перехода, чтобы их голос звучал более характерно для того гендера, с которым они себя идентифицируют. Это помогает им чаще восприниматься окружающими в соответствии со своей гендерной идентичностью. Соответствие голоса и речи гендерной идентичности имеет большое значение для трансгендерных людей, независимо от того, стремятся ли они сделать свой голос более женственным, мужественным или нейтральным. Голосовая терапия также является важным элементом гендерно-аффирмативной помощи, поскольку помогает снизить гендерную дисфорию, улучшить психологическое и эмоциональное благополучие трансгендерных людей и уменьшить тревогу, связанную с возможностью того, что окружающие распознают человека как трансгендерного.

## Феминизация голоса
Феминизация голоса — это процесс изменения восприятия голоса с мужского на женский. Она считается важной частью медицинской и психологической помощи для трансфеминных людей. Трансфеминные люди, стремящиеся феминизировать свой голос, составляют наиболее многочисленную группу среди тех, кто обращается за голосовой терапией. По этой причине большинство исследований, посвящённых голосу трансгендерных людей, сосредоточено именно на феминизации голоса, а не на его маскулинизации.
Исследования показывают, что голосовая терапия эффективно помогает в феминизации голоса. Этого можно достичь путём изменения таких голосовых характеристик, как основная частота, «вес» голоса и резонанс. Изначально считалось, что наибольшее значение в феминизации голоса имеет именно основная частота, тесно связанная с высотой голоса. Повышение основной частоты действительно способствует восприятию голоса как более женственного. Однако восприятие речи и голоса индивидуально, и значимость различных характеристик голоса, а также их влияние на ощущение женственности, могут существенно различаться у разных людей. Поэтому многие трансфеминные люди считают недостаточным изменение только основной частоты голоса.
Представления о том, какой голос воспринимается как женский или мужской, зависят от возраста, региона проживания и принятых в конкретном обществе культурных норм. По данным современных исследований, наибольшее влияние на восприятие голоса как женского оказывают такие характеристики, как основная частота (высота голоса), «вес» голоса и его резонанс. Также изучаются и другие параметры речи: интонация, громкость, скорость речи, артикуляция звуков и продолжительность произношения.

## Маскулинизация голоса
Изменения голоса у трансгендерных мужчин обычно связаны с понижением основной частоты (снижением высоты голоса). Трансгендерным мужчинам, как правило, не требуется голосовая терапия, так как приём тестостерона вызывает изменения в гортани, в результате чего голос становится ниже. Однако гормональная терапия тестостероном не всегда понижает голос до желаемого уровня. Кроме того, некоторые трансгендерные мужчины вообще решают отказаться от гормональной терапии. Голосовая терапия для маскулинизации голоса может помочь трансгендерным мужчинам дополнительно понизить голос, а также справиться с проблемами, связанными с изменением голоса после гормональной терапии.
При гормональной терапии тестостероном голосовые складки меняются быстрее, чем остальные структуры гортани. Чрезмерное развитие голосовых складок при недостаточно опустившейся и маленькой гортани может привести к состоянию, известному как «защемлённый голос» (entrapped vocality). Это состояние сопровождается постоянной хрипотой и сложностями с восприятием голоса окружающими как мужского. Длиной гортани можно управлять с помощью специальных упражнений. Таким образом, опускание гортани становится полезным инструментом для трансгендерных мужчин, помогающим добиться голоса, воспринимаемого окружающими как мужской. Другие области, в которых трансгендерным мужчинам могут помочь специальные упражнения, — это тренировка положения губ и рта (амбушюр), а также поддержание высокого коэффициента смыкания голосовых складок (Closed Quotient, CQ). Высокий CQ отражает соотношение времени смыкания голосовых складок ко времени одного цикла их колебаний и отвечает за «тяжёлое» или «гудящее» звучание голоса.
Логопед может помочь трансмаскулинным людям достичь желаемого звучания голоса, при этом обычно уделяя особое внимание сохранению общего здоровья голосового аппарата.  Методы голосовой терапии могут включать определение наиболее комфортного диапазона голоса, упражнения на дыхательную поддержку и расслабление, голосовые разминки для укрепления голоса, стабилизацию осанки, а также развитие грудного резонанса.
Другим вариантом для трансгендерных мужчин, которые хотят дополнительно понизить голос, является хирургическая операция на голосовых связках.